# Michel Lafis
Michel Lafis (Järfälla, 19 de septiembre de 1967) es un exciclista sueco, reconvertido a director deportivo del equipo Cycle Collstrop.

## Palmarés
1987
- 2º en el Campeonato de Suecia en Ruta

1988
- Medalla de bronce en los Juegos Olímpicos de Seúl en 100 km contrarreloj por equipos
- 2º en el Campeonato de Suecia en Ruta

1990
- 2º en el Campeonato de Suecia en Ruta

1992
- 1 etapa de la Vuelta a Suecia

1994
- 1 etapa de la Vuelta a Suecia

1995
- 1 etapa del GP Tell
- 1 etapa de la Vuelta a Suecia
- 3º en el Campeonato de Suecia en Ruta

1996
- 2º en el Campeonato de Suecia en Ruta

1997
- Campeonato de Suecia en Ruta
- 2º en el Campeonato de Suecia Contrarreloj

1998
- 2º en el Campeonato de Suecia en Ruta

2000
- 3º en el Campeonato de Suecia en Ruta

## Resultados en las grandes vueltas
| Carrera         | 1993 | 1994 | 1995 | 1996 | 1997 | 1998 | 1999 | 2000 |
| --------------- | ---- | ---- | ---- | ---- | ---- | ---- | ---- | ---- |
| Giro de Italia  | -    | -    | 23.º | -    | -    | Ab.  | 91.º | 70.º |
| Tour de Francia | -    | -    | -    | -    | Ab.  | 58.º | -    | -    |
| Vuelta a España | -    | -    | -    | -    | -    | -    | -    | 78.º |